# Sevel Valenciennes
Sevel Valenciennes es una fábrica de automóviles propiedad de Sevel Nord, joint venture entre Fiat Group Automobiles y el Groupe PSA. Situada entre las ciudades de Denain y Cambrai, en la región Alta Francia de Francia, tiene una capacidad de producción de 200.000 unidades año. Empezó a operar en 1993. Ocupa una superficie de 161 hectáreas, 25 de ellas correspondientes a los distintos edificios de que dispone. Cuenta con 2900 empleados directos.

## Historia
Fiat y Citroën venían colaborando desde 1974 en la fabricación de una furgoneta grande fabricada en Italia y comercializada como Fiat 242 y Citroën C35. En 1978 Fiat Auto y el Groupe PSA firman un acuerdo para la colaboración en la fabricación de vehículos comerciales, fruto del cual se constituye Sevel Sud, joint venture propiedad a partes iguales entre ambos grupos automovilísticos gestionada por Fiat Auto. En 1981 Sevel Sud inicia su producción de vehículos comerciales grandes en la fábrica italiana de Sevel Val di Sangro. En julio de 1988 ambos grupos firman un acuerdo para la construcción de una segunda factoría en Europa, ubicada cerca de la localidad francesa de Valenciennes. De su gestión se encargaría Sevel Nord, joint venture gestionada a partes iguales por el Groupe PSA. En 1993 comienza la producción de la primera generación de monovolúmenes grandes salidos de la planta de Valenciennes con los Fiat Ulysse, Lancia Zeta, Citroën Evasion y Peugeot 806. 
Posteriormente la fábrica de Valenciennes fue recibiendo nuevos modelos y nuevas generaciones de vehículos. Así, en 1995, comienza la producción de vehículos comerciales medianos Fiat Scudo, Citroën Jumpy y Peugeot Expert. En 2002 se alcanza el primer millón de vehículos fabricados y se comienza a fabricar la segunda generación de monovolúmenes grandes, ahora denominados Fiat Ulysse, Lancia Phedra, Citroën C8 y Peugeot 807. En 2006 se lanza la segunda generación de los vehículos comerciales ligeros medianos Citroën Jumpy, Fiat Scudo y Peugeot Expert. En 2009 se llega a los dos millones de unidades producidas.

## Producción
| Inicio | Fin  | Tipo                                            | Nombres comerciales                                                        | Imagen |
| ------ | ---- | ----------------------------------------------- | -------------------------------------------------------------------------- | ------ |
| 1993   | 2002 | Monovolumen grande (Primera generación)         | Fiat Ulysse Lancia Zeta Citroën Evasion Peugeot 806                        |        |
| 1995   | 2006 | Vehículo comercial mediano (Primera generación) | Fiat Scudo Citroën Jumpy Peugeot Expert                                    |        |
| 2002   | 2014 | Monovolumen grande (Segunda generación)         | Fiat Ulysse (hasta 2010) Lancia Phedra (hasta 2010) Citroën C8 Peugeot 807 |        |
| 2006   | 2016 | Vehículo comercial mediano (Segunda generación) | Fiat Scudo Citroën Jumpy Peugeot Expert                                    |        |